# الدوري البلجيكي الممتاز 2011–12
الدوري البلجيكي الممتاز 2011-12 (بالفرنسية: Championnat de Belgique de football 2011-2012)‏ هو الموسم 109 من  الدوري البلجيكي الممتاز. أقيم خلال الفترة 29 يوليو 2011 وحتى 24 مايو 2012، وكان عدد الأندية المشاركة فيه  16، وفاز فيه نادي رويال أندرلخت.